# Hội Mỹ nghệ Kim hoàn Đá quý Việt Nam
Hội Mỹ nghệ Kim hoàn Đá quý Việt Nam, có thể viết gọn là Hội Mỹ nghệ kim hoàn Việt Nam, là tổ chức xã hội nghề nghiệp phi chính phủ phi lợi nhuận của những người và tổ chức, doanh nghiệp hoạt động trong lĩnh vực mỹ nghệ, kim hoàn, đá quý và các nghề khác có liên quan tại Việt Nam. Hội có tên giao dịch tiếng Anh là Vietnam Gemstones jewellry and Art craft Association, viết tắt là VGJA .
Hội được thành lập theo Quyết định của Hội đồng Bộ trưởng số 370/CT ngày 20/12/1989 về cho phép thành lập Hội Mỹ nghệ Kim hoàn Việt Nam. Đại hội lần thứ 1 được tổ chức ngày 11/7/1990 tại Hà Nội . Điều lệ Hội Mỹ nghệ Kim hoàn được Bộ Nội vụ phê duyệt tại Quyết định số 338/QĐ-BNV ngày 13 tháng 4 năm 2010 .
Trụ sở Hội đặt tại địa chỉ số 27B1 Đầm Trấu, Bạch Đằng, quận Hai Bà Trưng, Hà Nội.